# Glossario entomologico
Questa lista è suscettibile di variazioni e potrebbe essere incompleta o non aggiornata.

## A

### aberrazione
Variazione delle caratteristiche morfologiche tipiche di una determinata specie o di una popolazione; questo fenomeno, solitamente poco frequente, può essere provocato da fattori genetici e/o ambientali.

### adectica
Riferito alla pupa quando è del tutto immobile.

### adefago
Organismo carnivoro.

### alula
Piccola espansione del margine posteriore alla base dell'ala dei Ditteri Brachiceri e di alcuni coleotteri; è separata dalla regione anale dall'incisione ascellare. Può identificarsi con la regione jugale, ma non è del tutto certa l'omologia.

### ampula
vedi harpe

### anale
1. Riferito all'ano propriamente detto.
2. Nella morfologia delle ali fa riferimento alla regione posteriore dell'ala, generalmente poco innervata e percorsa da vene non ramificate dette anali, meno robuste di quelle della regione remigante.

### androconia
Gruppo di scaglie (singolare: androconium) in grado di emettere feromoni nei maschi delle farfalle e delle falene. Le suddette scaglie possono essere disperse nelle ali, o localizzate nel corpo o sulle zampe (per esempio nei Callidulidae), ma spesso sono raggruppate a formare piccole macchie sulla superficie superiore delle ali anteriori (per esempio nelle Nymphalidae e nelle Pieridae), talvolta protette all'interno di invaginazioni, come in alcune Sphingidae. Possono anche avere la forma di sottili peli, che facilitano la dispersione delle sostanze chimiche atte al richiamo sessuale.

### anello di Weismann
Nei Ditteri è una struttura circolare che circonda l'aorta, formata dalla fusione dei corpi allati e dei corpi cardiaci.

### anellus
1. Negli imenotteri, breve segmento anulare, talvolta multiplo, posto distalmente rispetto al pedicello dell'antenna.
2. Nei lepidotteri, guaina membranosa o parzialmente chitinizzata, avvolta attorno alla parte terminale dell'edeago; può articolarsi con la base dell'harpe a formare uno sclerite scutiforme di supporto all'edeago stesso (juxta).

### anepisterno
Sinonimo: episterno dorsale, mesopleuron. Sclerite del secondo segmento toracico, disposto anteriormente all'inserzione dell'ala e facente parte del mesoepisterno.

### anfigonico
Relativo alla anfigonia. Negli afidi sono detti anfigonici gli individui, nati per partenogenesi, che si riproducono per anfigonia. Negli afidi anfigonici si annoverano perciò entrambi i sessi.

### anfipneusti
Insetti provvisti di due sole paia di stigmi, uno addominale e uno toracico.

### angolo anale
Angolo interno delle ali posteriori (per esempio nei Lepidotteri).

### anoica
Riferito alla pupa scoperta e del tutto libera, oppure sospesa a capo in giù per mezzo di uncini posteriori (cremaster) e talora legata al supporto per mezzo di un solo filo di seta a cintura.

### anolociclo
Riferito al ciclo degli afidi, quando è costituito dalla successione indefinita di generazioni partenogenetiche senza alternanza con quella anfigonica.

### antenna
Appendice, pari e articolata, del capo. È costituita da segmenti detti antennomeri e dotata di recettori sensoriali (sensilli).

### antennomero
Ciascuno degli articoli di cui è composta l'antenna.

### antofago
Detto di organismo fitofago che si nutre a spese di organi fiorali. Fra gli antofagi non sono compresi gli organismi glicifagi che si nutrono di nettare.

### apice
(o apex) nell'ala anteriore dei lepidotteri, rappresenta l'angolo compreso tra costa e termen.

### apneusti
Insetti privi di stigmi.

### apoda
Riferito alla larva priva di zampe. Le larve apode si ritrovano in molti Ordini (per esempio Ditteri, Afanitteri, Imenotteri, Coleotteri, etc.).

### apodema
Processo di una porzione laterale dell'esoscheletro che si dirige all'interno della cavità corporea contribuendo a formare l'endoscheletro.

### apofisi
Prolungamenti del margine anteriore o posteriore di alcuni segmenti addominali negli esemplari femminili di molte famiglie di Lepidotteri. Possono avere funzione di sostegno, protezione meccanica o essere punti di inserzione per la muscolatura immediatamente sottostante, ad esempio nel caso di ovopositori particolarmente sviluppati. Si distinguono in anteriori (nel tergite VIII) e posteriori (nel tergite IX o IX+X).

### areola
Il termine può assumere diversi significati a seconda del gruppo considerato:
1. Nell'ala di alcuni Lepidoptera, la piccola cellula (di solito chiusa e triangolare) formata dalla biforcazione della media
2. Nell'ala di alcuni Rhynchota, una delle due piccole cellule comprese tra costa, radio e cubito
3. Nell'ala anteriore di alcuni Hymenoptera, la piccola cellula sita posteriormente rispetto alla cellula radiale (per esempio negli Ichneumonidae)

### arista
Struttura filiforme composta dai segmenti terminali dell'antenna dei Ditteri Brachiceri che si inserisce sul terzo antennomero (primo flagellomero). In genere è composta da 2-3 segmenti, di cui il terminale è molto più lungo dei due basali.

### arolio
Appendice impari della zampa, a forma di lobo, associata al pretarso.

### asteronomio
Mina fogliare a forma di chiazza dai contorni irregolari, con espansioni che si diramano a raggiera.

### atterismo
Assenza delle ali. È condizione primitiva in tutti gli Artropodi, ad eccezione degli Insetti. Nell'ambito degli Insetti, è condizione primitiva nei Tisanuri, secondaria in tutti gli altri ordini.

### ausiliario
Detto di organismo che si comporta come antagonista di insetti dannosi e la cui azione può essere sfruttata nella lotta biologica e nella lotta integrata.

## B

### bilanciere
Modificazione dell'ala anteriore o di quella posteriore, che si presenta ridotta ad un moncherino che svolge funzioni di regolazione dell'equilibrio.

### biocenosi
Insieme delle popolazioni di organismi viventi che occupano l'ambiente fisico di un ecosistema. L'insieme degli insetti che compongono una biocenosi è detta entomofauna.

### biofabbrica
Laboratorio attrezzato per l'allevamento in massa su scala industriale di organismi ausiliari da impiegare nella lotta biologica e nella lotta integrata.

### bozzolo
Formazione generalmente setacea che le larve di molti insetti tessono prima dell'impupamento onde proteggersi durante lo stadio ninfale. Ha forma assai spesso di un ellissoide di rotazione, ma può anche essere piriforme o subsferico. Il materiale con cui è costruito il bozzolo è secreto da speciali ghiandole sericere che sboccano nell'apparato boccale o anche dai tubi malpighiani, nel qual caso è espulso dal retto.

### brachitterismo
Condizione propria di alcuni animali nei quali viene osservata una riduzione involutiva delle ali, tale da pregiudicarne il volo.
La scomparsa totale delle ali viene chiamata atterismo.

### bucculae
Creste simmetriche del margine inferiore del capo dei Rincoti Eterotteri fra le quali è alloggiata la base del rostro. La loro forma e il loro sviluppo sono importanti elementi di determinazione tassonomica nell'ambito dei Pentatomomorfi.

### bursa copulatrix
Nell'apparato genitale femminile dei lepidotteri, è una tasca sacciforme, con funzione di ricettacolo, in cui vengono raccolti gli spermatozoi giunti in seguito alla copula; in alcuni casi può articolarsi in un corpus bursae e in una appendix bursae; è connessa all'esterno tramite il ductus bursae.

## C

### caliptra
Organo formato da due espansioni squamiformi del torace che formano un astuccio protettivo dei bilancieri. È presente nei ditteri delle superfamiglie Muscoidea, Oestroidea e Hippoboscoidea (Diptera: Calyptratae).

### callo omerale
Nei Ditteri è l'espansione laterale del postpronoto.

### campodeiforme
Larva di forma più o meno allungata e appiattita, affusolata posteriormente, con corpo ben distinto nelle regioni cefalica, toracica e addominale e zampe robuste di tipo cursorio e apparato boccale masticatore. Il nome deriva da Campodea, genere dei Diplura, il cui aspetto è molto simile a queste larve.

### carena facciale
Nei Ditteri Schizofori è un rilievo longitudinale che separa le due depressioni in cui si alloggiano le antenne.

### carpofago
Detto di organismo fitofago che si nutre a spese dei frutti di piante.

### catametabolia
La catametabolia o metamorfosi involutiva, è un tipo particolare di metamorfosi con regressione di appendici via via che si procede verso lo stadio di adulto (per esempio femmine di Rincoti Coccidi o Cocciniglie, soprattutto nella famiglia dei Diaspididi).

### cattura massale
Sinonimo: mass trapping. Tecnica di lotta, applicata con l'uso delle trappole entomologiche, basata sulla cattura in massa di adulti di uno o di entrambi i sessi allo scopo di ridurre il potenziale riproduttivo di una specie dannosa.

### cellula
1. Elemento istologico fondamentale, la più piccola parte vivente in cui può scomporsi un tessuto.
2. Ogni superficie alare compresa tra le nervature longitudinali ed i loro rami trasversali. Le cellule alari prendono vari nomi a seconda della loro posizione e a seconda degli autori.

### cellula basale
Genericamente si indicano con questo nome le cellule delimitate dai tratti basali della radio, della media e della cubito. Si distingue una prima basale, compresa fra la radio e la media e chiusa all'estremità distale da una nervatura radio-mediale, e una seconda basale, compresa fra la media e la cubito anteriore e chiusa all'estremità distale da una nervatura medio-cubitale.

### cellula cup
Vedi cup.

### cellula discale
Sinonimi: cellula disco, cellula discoidale, o anche semplicemente cellula. Nella nervatura alare è una cellula chiusa disposta in genere al centro della regione remigante e delimitata dai tratti basali della prima biforcazione della media. Dalla sua estremità distale partono i rami terminali della media.

### cellula marginale
Nella terminologia associata alle nervature dell'ala, è l'area della membrana delimitata anteriormente dal ramo anteriore della radio (R1). È indicata con R1 o r1. Di norma è una cellula aperta, a meno di una confluenza del settore radiale o di uno dei suoi rami su R1.

### cenobio
Vedi biocenosi.

### cerci
Prolungamenti latero apicali dell'ultimo urite tipicamente presenti in ogni insetto; mancano però spesso allo stadio immaginale, meno frequentemente in quello larvale. Generalmente sono formati da un solo articolo, ma possono anche essere pluriarticolati. In qualche caso sono fortemente sclerotizzati (acrocerci) e formano, opponendosi l'uno all'altro come ganasce di una tenaglia, il forcipe (Dermaptera Japigidae).

### cerebro
(Sinonimi: cervello, ganglio sopraesofageo). È la porzione iniziale del sistema nervoso centrale formata dalla fusione delle prime tre coppie di gangli cefalici. Si localizza nella capsula cranica sopra l'esofago.

### chaetosemata
(sing.: chaetosema) organi sensoriali a funzione incerta, presenti nel capo di quasi tutti i lepidotteri, in prossimità della base delle antenne. Sono noti anche come organi di Jordan o di Eltringham. La struttura è quella di una plica nel tegumento, dalla quale spuntano corte setole oppure sottili scaglie, a seconda del taxon.

### chalaza
(plurale: chalazae) nel tegumento delle larve dei Lepidoptera, tipo di pinaculum conico che regge una setola ramificata, oppure 1-3 setole semplici.

### cheliceri
Appendici del prosoma degli artropodi del subphylum dei Chelicerata, specializzate per la nutrizione.

### chetotassi
Disposizione delle setole sulla superficie dell'esoscheletro e delle sue appendici. È un carattere morfologico utile per la classificazione.

### chorda
Pl.: chordae - nell'ala anteriore di diversi Lepidoptera, è la sezione comune di R4 ed R5; la sua presenza e conformazione possono avere valore tassonomico.

### cibarium
Parte dorsale della cavità boccale, da cui ha inizio il tratto iniziale del tubo digerente (faringe). È separata dal salivarium dall'ipofaringe.

### cicloptico
Detto del capo quando gli occhi si estendono dorsalmente fino a fondersi in un'unica struttura.

### cingolo parastomodeale
(Sinonimo: cingolo periesofageo). È formato dalle due connessure nervose che connettono il cerebro (ganglio sopraesofageo) allo gnatocerebro (ganglio sotto esofageo). Queste strutture formano nel complesso un anello attraversato dall'esofago.

### cingolo periesofageo
Vedi cingolo parastomodeale.

### cirtosomatica
Larva a forma di arco (“C”)

### clipeo
Regione del capo posta subito davanti al margine anteriore della fronte con il quale è generalmente saldato, anche con obliterazione della sutura clipeo-frontale. In alcuni Insetti (per esempio Eterotteri) il clipeo è bipartito in una parte prossimale (postclipeo) ed in una distale (anteclipeo o clipeolo). Il clipeo si articola distalmente con il labrum.

### cloaca
In alcuni ordini come i Tricotteri rappresenta un'apertura unica in cui si aprono sia l'ano, sia l'ovidotto.

### coartata
Sinonimi: contratta, compatta. Termini riferiti alla pupa.

### codicola
Piccolo processo allungato disposto all'apice posteriore dell'addome, presente nella maggior parte degli Afidi. Utilizzato per allontanare la melata prodotta, è assente nei Fillosseridi e negli Adelgidi.

### coecum penis
Anche solo coecum. Nei lepidotteri, parte distale dell'edeago, consistente in una estensione tubulare a fondo cieco.

### condilo
È un processo sclerificato presente in una regione del corpo o in un'appendice che si articola in un alloggiamento della parte del corpo articolata.

### confusione sessuale
È una tecnica di lotta biotecnica che consiste nel disporre su grandi superfici un certo numero di erogatori di feromoni in grado di esercitare un'azione di attrazione, in tutto l'ambiente, sulla popolazione di maschi di un fitofago. La concentrazione ambientale di feromone diventa uniforme e tale da disorientare i maschi che non riescono, in tal modo, a orientarsi rintracciando le femmine.

### commissura
1. Sinonimo: commessura. Cordone nervoso che riunisce i due gangli dello stesso segmento; le commissure sono però generalmente poco evidenti perché, nella quasi generalità dei casi, i gangli di uno stesso segmento sono ravvicinati a formare un'unica massa nervosa.
2. Articolazione della nervatura costale esistente nelle ali metatoraciche dei Coleotteri e che permette il ripiegamento a ventaglio dell'estremità alare.

### coni frontali
Detti anche coni geno-frontali, sono processi di forma conica presenti in genere nel capo delle psille.

### connessura
Cordone nervoso che riunisce due gangli adiacenti dello stesso lato. Le connessure sono perciò doppie e simmetriche. Scompaiono con la fusione dei gangli in un'unica massa.

### coremata
(sing.: corema) strutture sacciformi pari, site in posizione ventro-laterale in alcuni segmenti addominali dei maschi dei lepidotteri, contenenti peli ghiandolari in grado di rilasciare feromoni sessuali per il richiamo delle femmine.

### corion
Anche chorion, dal greco χόριον = pelle. Nelle uova degli artropodi, la membrana esterna, costituita da più strati sovrapposti, talvolta dotata di scanalature e processi più o meno pronunciati.

### cornuti
Sing.: cornutus; nei lepidotteri, spine fortemente chitinizzate, disposte lungo la vesica nell'edeago.

### corpus bursae
Nell'apparato genitale femminile dei lepidotteri, porzione sacciforme della bursa copulatrix, che si collega all'ostium bursae, laddove la bursa stessa risulti essere una struttura più complessa, costituita da corpus bursae e appendix bursae. Spesso può essere provvisto di piccole appendici sclerotizzate, dette signa.

### costa
Indicata con il simbolo C, è la prima nervatura longitudinale delle ali, che decorre lungo il margine anteriore (detto anche margine costale).

### coxa
(Sinonimo: anca) Primo segmento morfologico dell'arto. Si articola distalmente con il trocantere. A seconda del segmento toracico cui è connessa, viene definita procoxa, mesocoxa o metacoxa.

### cremaster
Uncino o serie di uncini presenti nella parte terminale di una pupa, che solitamente servono ad assicurarla al supporto.

### criptocefala
Termine riferito alla larva quando ha il capo fortemente incassato nel torace e quindi nascosto. Hanno larve criptocefale i Coleotteri Cerambicidi e Buprestidi.

### crisalide
Pupa obtecta della maggior parte dei Lepidotteri.

### crumena
Borsa interna, presente in alcuni rincoti (Coccoidea, Adelgidae), in cui vengono ripiegati gli stiletti boccali in riposo.

### cubito
Indicata con il simbolo Cu, è la quinta ed ultima nervatura longitudinale della regione remigante dell'ala, posizionata dopo la media. In genere si suddivide in due rami, uno anteriore e uno posteriore, spesso indicati rispettivamente come CuA e CuP, che possono ulteriormente suddividersi.

### cucullus
Porzione distale della valva, talvolta di forma articolata.

### cup
Nella terminologia associata alla nervatura alare dei Ditteri, è la cellula alare delimitata anteriormente dalla cubito e posteriormente dalla prima anale. Nei Ditteri Brachiceri è una cellula chiusa per la fusione distale della cubito e dell'anale prima del margine. La sua conformazione è un elemento di determinazione tassonomica.

### cuticola
Parte più esterna dell'esoscheletro di un insetto, tipicamente rigida e pluristratificata; è composta di tre strati: epicuticola, esocuticola ed endocuticola. Queste ultime due, quando non distinguibili, sono denominate insieme procuticola.

### cuticolina
Tipo di lipoproteina in origine di consistenza molle, poi, durante la crescita dell'insetto, indurita per tannizzazione; è costituente dello strato cutinolitico, strato dell'epicuticola.

## D

### dectica
Termine riferito alla pupa quando è dotata di mandibole attive e di una certa capacità di movimento. La pupa dectica è sempre exarata.

### diapausa
Termine con cui si riferisce una fase in cui l'organismo è inattivo, non si alimenta e non si muove. La diapausa ha lo scopo di permettere all'insetto il superamento di condizioni ambientali avverse (diapausa invernale o, meno frequentemente, estiva) o lo svolgimento di processi fisiologici particolarmente impegnativi, come ad esempio la ninfosi.

### dicoptico
Detto del capo, quando gli occhi sono nettamente distanziati e separati da una zona cervicale più o meno ampia.

### dimegetismo
Diversità di grandezza nei due sessi di una specie.

### dimorfismo sessuale
Diversità di forme e dimensioni nei due sessi di una specie.

### disappetenti
Sostanze che conducono a morte il fitofago per inedia, sia perché determinano deviazioni del gusto, sia perché inibiscono l'appetito bloccando enzimi.

### disco
Vedi cellula discale.

### diserotizzazione
Fenomeno dovuto al freddo che inibisce il coito.

### ductus bursae
Nell'apparato genitale femminile dei lepidotteri, è il dotto tubulare che mette in connessione l'ostium bursae con la bursa copulatrix.

### dulosi
Razzia da parte di una specie a danno di individui di altra specie allo scopo di allevarli in schiavitù e ricavarne un utile diretto. Questo comportamento si riscontra in diverse specie di formiche.

## E

### ecdisoidi
Analoghi mimetici degli ecdisoni naturali, ma come questi sono sostanze idrosolubili (polari), incapaci di permeare la cuticola e possono agire solo per ingestione.

### ectofago
Detto di organismo, parassita o parassitoide, che si sviluppa all'esterno del corpo dell'ospite.

### edeago
(lat. aedeagus) organo copulatore degli insetti. Essendo di forma molto variabile, talvolta l'analisi della sua struttura è di aiuto nella determinazione di una specie.

### eliconomio
Mina fogliare di forma lineare che si sviluppa a spirale.

### elitra
Ala anteriore fortemente sclerificata, adattata a svolgere una funzione protettiva, tipica dei Coleotteri. Permette un volo scomposto e rumoroso in alcune specie.

### ematofago
Si dice ematofago un artropode che si nutre del sangue dell'ospite, come per esempio la zecca.

### emielitra
Ala anteriore dei Rincoti Eterotteri, composta da una porzione prossimale sclerificata e un'area distale membranosa.

### empodio
Appendice impari della zampa, a forma di spina o stiletto, associata al pretarso.

### endocuticola
Strato più interno e più spesso della cuticola di un insetto, incolore e molle; è destinato al trasporto dei materiali di accrescimento e di rivestimento più usurati degli strati più esterni.

### endofago
Detto di organismo, parassita o parassitoide, che si sviluppa all'interno del corpo dell'ospite.

### entognato
Si riferisce all'apparato boccale quando i pezzi sono racchiusi nella cavità orale. È tipico dei Collembola, dei Protura e dei Diplura. Negli Insecta le appendici boccali sono visibili dall'esterno, perciò si parla di apparato boccale ectognato.

### epandrio
Nel maschio dei Ditteri, modificazione morfologica del tergite del nono urite, spesso conformato a lobi.

### epicranio
(lat. epicranium), è la parte anatomica dorsale, spesso depressa, del capo degli insetti, compresa tra i punti di inserzione degli occhi. Può essere diviso in tre regioni: una superiore (vertice), una intermedia (fronte), ed una inferiore (clipeo o epistoma), che però da alcuni autori viene esclusa dall'epicranio e considerata separatamente.

### epicuticola
Così è denominata la parte più esterna della cuticola, dallo spessore molto sottile (da 0,03 a 5 micron), che assicura quasi da sola la resistenza dell'animale al secco. È composta a sua volta da vari strati.

### epifaringe
Costituisce la volta dorsale della cavità orale e corrisponde alla faccia interna del labbro superiore o del complesso labbro-clipeale. Nei Ditteri concorre in genere a formare il canale alimentare, contrapponendosi agli stiletti boccali, e talvolta a formare l'organo perforante in alcune forme predatrici.

### epifisi
Appendice laterale presente nella tibia del primo paio di zampe di molte famiglie di Lepidotteri. Viene utilizzata solitamente per la pulizia delle antenne e della spirotromba. In alcune famiglie più evolute può essere assente.

### epignato
Detto del capo quando l'asse maggiore del cranio è diretto obliquamente, in avanti e verso l'alto, rispetto all'asse del corpo. Le appendici boccali sono pertanto rivolte verso l'alto.

### epimero
Sclerite toracico posto caudalmente e separato dall'episterno dalla sutura pleurale. Con l'episterno concorre a formare la pleura.

### epimetaboli
Si dice di insetti apterigoti per indicare che lo sviluppo che è di tipo eterometabolo, ma, per l'atterismo degli adulti, si ha una più stretta rassomiglianza fra questi e le forme giovanili.

### epinoto
Parte dorsale posteriore degli Imenotteri Formicidi, formato dall'unione del metanoto e del propodeo.

### episterno
Sclerite toracico posto cranialmente fra epimero e sterno. Con l'epimero concorre a formare la pleura, da cui è in genere separato dalla sutura pleurale. A volte è differenziato in due parti, il sopraepisterno o episterno dorsale e l'infraepisterno o episterno ventrale, oppure è saldato all'epimero. Secondo la posizione è denominato anche proepisterno (raro), mesoepisterno, metaepisterno.

### esocuticola
Strato di mezzo della cuticola di un insetto più densamente colorato e responsabile della durezza dell'esoscheletro, posto fra l'epicuticola e l'endocuticola.

### esule
Vedi virginogenie.

### esuvia
Cuticola larvale o ninfale che viene abbandonata dopo ogni muta.

### eteroceno
Organismo che durante la sua vita attraversa due o più biocenosi.

### eteroico
Riferito al ciclo degli Aphidoidea quando si completa su due differenti ospiti, uno primario e uno secondario.

### eterometaboli
Sono insetti in cui gli stadi giovanili non differiscono radicalmente dall'adulto; la loro metamorfosi è graduale (per esempio: gli Ortotteri).

### eteroneuro
Con il sistema delle nervature dell'ala posteriore ridotto e nettamente diverso da quello dell'ala anteriore.

### eterotopo
Riferito al ciclo degli afidi quando si completa su differenti organi (per esempio chioma e radici) di piante appartenenti allo stesso ospite o ad ospiti differenti.

### eucefala
Detto di larva con capo evidente. Sono ad esempio larve eucefale quelle dei Coleotteri Curculionidi.

### euribionte
Organismo biologicamente versatile, adattabile a condizioni ambientali e nutrizionali differenti tali da permettere la colonizzazione di habitat diversi (contrario: stenobionte).

### evoica
Detto di pupa racchiusa in un bozzolo, costruito dalla larva matura con i secreti sericei, oppure in un pupario formato dall'exuvia della larva matura.

### exarata
Detto di pupa munita di appendici libere e distaccabili (pupe exarate si ritrovano nei Coleotteri, negli Imenotteri) ed in alcuni Lepidotteri primitivi.

## F

### faccia
Regione morfologica del capo, più o meno differenziata, recante l'inserzione delle antenne. Nei Ditteri Schizofori è nettamente delimitata dalla sutura frontale.

### fallobase
Parte prossimale dell'organo copulatore maschile, alla quale è associata la parte distale, detta pene.

### fase farata
È l'intervallo di tempo, talvolta piuttosto lungo, compreso fra il distacco della cuticola e la fuoriuscita dell'adulto. In questo intervallo di tempo l'insetto è già allo stadio di immagine ma è ancora rivestito dalla cuticola della pupa.

### femore
Terzo segmento dell'arto, generalmente sviluppato in lunghezza. Si articola alla base con il trocantere e distalmente con la tibia. Nelle tre paia di zampe, in senso cefalo-caudale, prende il nome di profemore, mesofemore e metafemore.

### fenestrae
Coppia di aperture membranose presenti sul secondo sternite addominale dei Lepidotteri Micropterigidae.

### feromone
Vedi ferormone

### ferormone
Sinonimo: feromone. Sostanza di origine naturale o di sintesi che ha un effetto sul comportamento e/o la fisiologia di individui di una determinata specie, in grado di captarla con i recettori olfattivi.

### filiera
Negli insetti, con tale termine ci si riferisce fondamentalmente a due tipi di struttura 1) un apparato larvale dispari attraverso cui il filamento di seta nascente, prodotto da apposite ghiandole, viene estruso (ad esempio a livello del prementum nei Lepidoptera Glossata); 2) più in generale, qualsiasi struttura nell'adulto o nella larva, che svolga una funzione analoga a quella descritta nel punto precedente.

### fillofago
Detto di organismo fitofago la cui dieta è rappresentata dalle foglie dei vegetali.

### fillominatore
Detto di organismo che vive scavando una galleria (mina) all'interno di una foglia. Esempi di fillominatori allo stadio larvale si riscontrano soprattutto nei Lepidotteri e nei Ditteri Agromizidi.

### filogenesi
Termine con il quale si indica l'ipotetico succedersi delle modificazioni subite da una specie dalla sua origine a oggi.

### fimbrato
Provvisto di una frangia di setole di lunghezza non uniforme.

### fisogastria
Sviluppo abnorme dell'addome dovuto al notevole sviluppo dell'apparato genitale o di organi dell'apparato digerente.

### fitoecdisoni
Sostanze simili o identiche agli ecdisoni degli insetti, comuni nelle Pteridofite (Polipodiaceae), nelle Gimnosperme (Podcarpaceae) e anche in alcuni gruppi di Angiosperme (per esempio Amarantaceae e Convolvulaceae). Alcuni sono proprio l'alfa ed il beta ecdisone, altri sono di tipo particolare (ponasterone, muristerone). Ecdisoidi sono anche contenuti nell'Azidarachta indica, insieme ad altri principi attivi.

### fitofago
Detto di organismo che si nutre a spese di vegetali.

### fitomizo
Detto di organismo che si nutre della linfa di piante succhiandola direttamente dai vasi cribrosi.

### flagello
Insieme di tutti gli articoli delle antenne esclusi scapo e pedicello.

### flagellomero
Primo segmento del flagello, ossia terzo segmento dell'antenna.

### fondatrice
Nel ciclo degli afidi è la femmina nata da un uovo durevole (prodotto dalla riproduzione sessuale) e che si riproduce solo per partenogenesi.

### fondatrigenie
Nel ciclo degli afidi è una femmina nata per partenogenesi sullo stesso sito della fondatrice. Si riproduce solo per partenogenesi. Le fondatrigenie sono dette migranti se si spostano su un ospite secondario oppure su un altro organo della stessa pianta.

### fragma
Processo di una porzione dorsale dell'esoscheletro che si dirige all'interno della cavità corporea contribuendo a formare l'endoscheletro degli artropodi.

### frenulum
Meccanismo di accoppiamento tra ala anteriore e posteriore, riscontrabile in molte farfalle e in alcuni altri taxa di Insetti; è costituito da una setola resistente (maschio), o un gruppo di setole (femmina), poste sulla "spalla" delle ali metatoraciche, che va ad agganciarsi alla pagina inferiore dell'ala anteriore, in corrispondenza di un piccolo uncino, un gruppo di scaglie, o di peli rigidi, chiamato retinaculum.

### fronte
(anche lat. frons) Regione del capo, grosso modo triangolare, derivata da una parte del terzo somite cefalico; posta superiormente al clipeo, è separata rispetto a quest'ultimo dal solco clipeo-frontale, mentre ai lati decorrono altre due linee di sutura, che vanno a congiungersi in posizione caudale. In taluni taxa può ospitare un singolo ocello e talvolta i punti di inserzione delle antenne. Confina ai lati con le gene e posteriormente con il vertice.

### funicolo
Se gli ultimi articoli dell'antenna sono ingrossati a formare una specie di clava, tutti gli articoli del flagello che precedono questa costituiscono il funicolo.

### furca
Processo di una porzione ventrale dell'esoscheletro che si dirige all'interno della cavità corporea contribuendo a formare l'endoscheletro degli artropodi.

## G

### galea
Uno dei due lobi, quello esterno, della mascella. La sua conformazione varia secondo la funzione svolta dall'apparato boccale. Nei Lepidotteri, le due galee sono molto allungate e ripiegate a doccia e si uniscono longitudinalmente per formare il canale alimentare della spirotromba.

### galla
Sinonimo cecidio. Rigonfiamento determinato in vari organi di una pianta (radici, rami, foglie, etc.) per effetto della puntura di vari insetti. La reazione dei tessuti vegetali all'azione della saliva inoculatavi dà luogo ad una neoplasia. Nella galla vengono deposte le uova e si sviluppano le larve, oppure temporaneamente vi si insedia l'insetto galligeno. Le galle variano moltissimo per forma e colore. Una galla di quercia, ad esempio, può ospitare una comunità composta da oltre 70 specie, e 10 o 12 popolazioni varie che si susseguono nell'utilizzarla.

### galligeno
Organismo agente di formazione di galle.

### gena
Sinonimo: guancia. Sclerite che determina lateralmente, da una parte e dall'altra, la capsula cefalica e che porta l'occhio composto.

### geniculata
o anche genicolata - dicesi di antenna con scapo molto lungo sul quale il pedicello con il funicolo hanno ampia possibilità di movimento e sono piegati a gomito.

### ginopara
Vedi sessupara.

### glicifago
Detto di insetti fitomizi, la cui dieta è prevalentemente glucidica; questi insetti succhiano la linfa per mezzo di un apparato boccale pungente-succhiatore (per esempio Rincoti Omotteri). Altri glicifagi sono organismi che si nutrono di liquidi zuccherini esterni come il nettare o la melata che prelevano tramite un apparato boccale succhiatore o lambente-succhiatore (per esempio Lepidotteri e Ditteri in genere). In molti casi la dieta prevalentemente glucidica ha determinato particolari adattamenti fisiologici per il bilanciamento degli apporti azotati.

### glossoteca
Porzione della cuticola ninfale che, nelle crisalidi dei Lepidotteri, ricopre la spirotromba.

### gnathos
Sclerotizzazione della membrana infranale (presente dunque tra ano o gonotrema) riscontrabile nei Lepidotteri. Sclerotizzazioni in posizione corrispondente possono essere dovute però anche ad ispessimenti dell'introflessione del perifallo o a produzioni laterali delle valve (transtilla) o anche a produzioni laterali del IX urite.

### gnatiti
Termine generico con il quale sono indicate le appendici ventrali dei somiti cefalici il cui insieme forma l'apparato boccale.

### gnatocerebro
Detto anche ganglio sottoesofageo o ipocerebrale, è una massa nervosa gangliolare
collegata con il cerebro per mezzo di due connettivi parastomodeali; cerebro connettivi e gnatocerebro formano così un anello, o cingolo, attraverso il quale passa lo stomodeo. Dallo gnatocerebro partono nervi misti che innervano gnatiti e prefaringe.

### gonapofisi
Dette anche valve o valvole: appendici pari che in entrambi i sessi sono in stretto rapporto con il gonoporo. Tipicamente sono in numero di tre paia; uno anteriore le cui valve da ogni lato con uno sclerite basale proprio (valviferi del primo paio); un paio medio ed uno posteriore le cui valve si articolano da ogni lato su uno sclerite basale comune (valviferi del secondo paio). Le gonapofisi possono fondersi fra loro o con quelle delle paia più vicine e si ha tutta una serie di modificazioni. L'insieme delle gonapofisi forma nelle femmine di molti insetti l'ovopositore o la terebra o il pungiglione; nei maschi il perifallo.

### gonocorismo
Detto anche anfigonismo, indica la presenza di sessi distinti; dicesi maschio ogni individuo le cui gonadi producono spermi, femmina ogni individuo le cui gonadi producano uova. La distinzione dei due sessi è spesso accompagnata da caratteri sessuali secondari. In Biologia è detto diocismo.

### gonopodio
Appendici dell'ottavo e nono urite; quando è completo il gonopodio è biarticolato e formato da una base (detta valvifero), portante una gonapofisi prossimale (valva, basistilo, gonocoxite) ed uno stilo distale (gonostilo).

### gonoporo
Sbocco del dotto genitale, sia maschile che femminile, a volte libero, spesso nascosto in una invaginazione secondaria dell'integumento quale la camera genitale, la vulva o l'endofallo.

### gonostili
Stili del nono urosternite dei maschi di vari insetti, probabilmente omologhi (yes) agli arpagoni degli Efemerotteri.

### gonotrema
Sbocco esterno della camera genitale in entrambi i sessi; nella femmina è detto anche vulva.

### gula
Detta anche gola: regione del submento che nelle teste di tipo prognato è a volte ampiamente sviluppata; contribuisce a formare la base della capsula cefalica.

## H

### harpe
(dal greco ᾶρπη = falcetto, per la particolare forma che assume, talvolta anche italianizzato in arpe) Processo laterale presente sulla superficie interna della valva del maschio, in molte specie di Lepidoptera. Ha la funzione di migliorare l'aderenza con l'apparato riproduttore femminile, durante le fasi di accoppiamento. La sua struttura è spesso utile nella determinazione della specie a partire dal genitale. In taluni casi viene utilizzato anche il sinonimo ampula.

## I

### iemale
Nella terminologia associata agli Afidi è una virginopara che sverna allo stadio di neanide sull'ospite secondario. Le iemali sono presenti nelle specie in cui compare un paraciclo o un anolociclo.

### igropetrico
Habitat tipico di alcuni insetti acquatici o acquaioli, costituito dal sottile velo liquido che ricopre rocce, sassi, piante generalmente emergenti da un fiume o da uno specchio d'acqua.

### immagine
È l'insetto adulto che sfarfalla al termine dello sviluppo postembrionale dall'ultima muta.

### ingluvie
Diverticolo dello stomodeo la cui funzione primaria è di deposito temporaneo del cibo. Raggiunge dimensioni cospicue in alcune forme di Insetti sociali. In altri insetti svolge come adattamento secondario altre funzioni.

### ipandrio
Placca sottogenitale maschile; generalmente lo sternite del IX urite.

### ipnoteca
Detta anche larva coartata, si riferisce ad uno stadio larvale riscontrabile negli insetti ipermetamorfici (per esempio Coleotteri Meloidi), caratterizzato da una forma afaga (con apertura boccale morfologicamente chiusa), quiescente ed incistata, destinata a passare uno o più inverni sotto la superficie del terreno.

### ipofaringe
Vedi prefaringe.

### ipognato
Detto del capo quando l'asse maggiore del cranio è diretto perpendicolarmente e verso il basso, rispetto all'asse del corpo. Le appendici boccali sono pertanto rivolte in basso. Il capo ipognato si riscontra nella maggior parte degli Insetti. Un esempio classico di capo ipognato è quello delle Cavallette.

### ipomero
Processo ventrale della fallobase

### ipopigio
Complesso del IX e X urite, che nei maschi di molti Ditteri è ruotato di 180° a seguito di una torsione assiale.

## J

### jugum
Nei lepidotteri, è uno dei tre possibili meccanismi di accoppiamento alare, presente in alcune falene, nonché nei taxa più primitivi; è rappresentato da un diverticolo del margine posteriore delle ali anteriori, che trattiene il margine anteriore delle ali posteriori durante il volo.

### Jullien (organo di)
Organo laterale all'ottavo urite, descritto in alcuni Lepidotteri della sottofamiglia Satyrinae, cingente l'armatura genitale maschile fino oltre l'estremo addominale.

### juvenoidi
Analoghi mimetici della neotenina, sono sostanze apolari ed in grado di penetrare nella cuticola e nel corion delle uova; sono adoperabili come insetticidi da contatto oltre che di ingestione. Juvenoidi naturali (per esempio farnesolo e derivati, fitolo, nerolidolo, etc.) sono estratti da piante (per esempio juvabione ad Abies balsamea) o da animali (Anellidi, Cnidari, Ctenofori, Molluschi, Crostacei, etc.). Presentano attività neotenino-mimetica che però è irregolare.

### juxta
Nell'apparato genitale maschile di molti lepidotteri, rappresenta una sorta di piastra sclerificata, spesso a forma di scudo, situata tra le valvae e al di sotto dell'edeago, solitamente con funzione di sostegno e protezione per quest'ultimo.

## K

### katepisterno
Sinonimo: episterno ventrale. Nei Ditteri, sclerite toracico facente parte del mesoepisterno.

### katatergite
Sinonimi: laterotergite, mesopleuro-tergite. Nei Ditteri, sclerite toracico posizionato fra l'ala e il bilanciere.

## L

### lancio
Termine tecnico utilizzato per indicare genericamente un trattamento di lotta biologica mediante il rilascio di un organismo ausiliario. L'entità dei lanci è in genere fissata in termini di densità di popolazione (per esempio due individui per metro quadro) e, secondo i casi, anche in termini di frequenza (per esempio un lancio al mese).

### laterotergite
Vedi katatergite.

### ligula
Appendice boccale tipica dell'apparato boccale di alcuni Imenotteri Aculeati, derivata dalla fusione dei due lobi interni del labbro inferiore (glosse).

### lobo pilifero
Vedi pilifer.

### lotta a calendario
Tecnica di difesa dei vegetali che contempla il trattamento chimico preventivo in funzione della fase fenologica della pianta, indipendentemente dalla presenza del fitofago o del parassita.

### lotta biologica
Tecnica di difesa dei vegetali che contempla l'impiego esclusivo di organismi ausiliari o di trattamenti a base di prodotti chimici di origine non sintetica (oli essenziali o altri estratti vegetali, tossine di origine naturale, ecc.). La lotta biologica si esegue con interventi specifici oppure semplicemente sfruttando i fattori naturali di controllo delle avversità. 

### lotta biotecnica
In Fitoiatria consiste nella difesa dei vegetali attuata con l'impiego prevalente o sussidiario di biotecnologie. Pur avendo ambiti d'applicazione anche nella lotta biologica e nella lotta integrata, a rigore non va identificata con queste forme di difesa.

### lotta guidata
In Fitoiatria consiste nella pianificazione dei trattamenti, a scopo preventivo o curativo, al raggiungimento della soglia d'intervento. Rappresenta un'evoluzione della lotta a calendario.

### lotta integrata
In Fitoiatria consiste nella difesa dei vegetali con impiego di mezzi biotecnici, chimici, meccanici che integrano, senza ostacolarla, la difesa biologica. La lotta integrata non esclude i trattamenti con prodotti chimici di sintesi, ma esige l'impiego di sostanze a basso impatto ambientale e secondo i principi che sono alla base della lotta guidata. La lotta integrata è spesso indicata anche con la locuzione lotta biologica ed integrata, ma non va confusa con la lotta biologica.

### lunula
Nei Ditteri Brachiceri è una placca frontale, a volte prominente, su cui si inseriscono le antenne. Negli Schizofori è delimitata superiormente dallo ptilinum.

## M

### malacofago
Organismo che si nutre di molluschi, con rapporto trofico di parassitismo o predazione. La malacofagia si riscontra in alcuni gruppi di ditteri.

### mappa
Piastra emicircolare coperta di scaglie che ricopre l'VIII tergite di alcuni Lepidotteri.

### maschio sterile
Tecnica di lotta biotecnica che consiste nella liberazione di un numero elevato di maschi allevati in cattività e resi sterili mediante radiazioni gamma o mediante sterilizzazione chimica. I maschi sterili sono attivi sessualmente perciò entrano in competizione con la popolazione indigena di maschi fertili portando ad un abbattimento degli accoppiamenti fertili e ad una riduzione delle ovideposizioni o anche alla deposizione di uova inerti.

### mass trapping
Sinonimo: cattura massale. Tecnica di lotta biotecnica, compatibile con la lotta biologica, che consiste nell'abbattimento della popolazione degli adulti o dei soli maschi di un determinato fitofago per mezzo di trappole. Il mass trapping richiede in genere un'elevata densità di trappole per unità di superficie.

### media
Indicata con il simbolo M, la quarta nervatura longitudinale dell'ala, in genere la più robusta, posizionata fra la radio e la cubito. Suddivisa in due rami, negli insetti attualmente viventi è rimasto solo il ramo posteriore, che in genere si suddivide in quattro ramificazioni.

### meiotterismo
Il meiotterismo è la riduzione più o meno marcata dello sviluppo dell'ala degli insetti, occorsa come adattamento secondario di insetti alati.

### meron
Uno dei due scleriti in cui può differenziarsi la coxa e, precisamente, quello che si articola con l'epimero.

### mesosoma
Termine con cui si indica la regione intermedia del corpo degli Artropodi. Negli Insetti si identifica con il torace.

### mesonoto
Tergite del secondo segmento toracico. È spesso suddiviso, negli insetti alati, in più scleriti.

### mesotorace
Secondo segmento toracico.

### metagnato
Detto del capo quando l'asse maggiore del cranio è diretto obliquamente, all'indietro e verso il basso, rispetto all'asse del corpo. Le appendici boccali sono pertanto rivolte all'indietro e posizionate sotto il torace. Il capo metagnato si riscontra spesso nei Rincoti.

### metanoto
Tergite del terzo segmento toracico, spesso suddiviso, negli insetti alati, in più scleriti.

### metapneusti
Insetti provvisti di un solo paio di stigmi ubicato nell'addome.

### metasoma
Parte posteriore del corpo. Negli Insetti si identifica con l'addome.

### metatorace
Terzo segmento toracico.

### micetofago
Detto di organismo che si nutre di funghi.

### micetomi
Strutture anatomiche voluminose presenti nell'addome di molti Rincoti al cui interno sono presenti microrganismi simbionti che intervengono nella complessa compensazione dello sbilancio nutrizionale derivato dalla suzione della sola linfa vegetale.

### microcefala
Detto di larva con capo ridottissimo (per esempio Ditteri Tefritidi e Muscidi).

### microtipico
Uovo molto piccolo se confrontato con la dimensione della femmina. Ad esempio, l'uovo di Zenilia pullata (Tachinidae) è di 0,027 mm.

### microtrichia
(Sing.: microtrichium, it.: microtrichi) Minuscoli processi cuticolari, sclerificati e non innervati, presenti sulle ali e sul corpo di alcuni insetti.

### migrante
Nella terminologia associata agli afidi è una fondatrigenie, generalmente alata, che si sposta dall'ospite primario ad un ospite secondario oppure ad un altro apparato dell'ospite primario per dare luogo ad una discendenza partenogenetica di virginogenie.

### mirmecofilo
Detto di organismo che ha un rapporto di simbiosi o di commensalismo con una comunità di formiche.

### monoico
Riferito al ciclo degli Afidi quando si completa su un solo ospite.

## N

### neotenia
Condizione dello stadio adulto in cui permangono caratteri morfologici e fisiologici propri dello stadio giovanile.

### nervatura
Sinonimi: vena, venatura. Tubulo sclerificato che attraversa l'ala conferendole rigidità. È percorso da tracheole, nervi ed emolinfa. Le nervature si distinguono in longitudinali e trasversali. La morfologia della rete di nervature delle ali è un carattere utile ai fini sistematici. 

### notauli
Sinonimo: solchi parapsidali. Sculture del mesotorace in forma di due solchi longitudinali che dividono il mesoscuto in due regioni, una mediana e due laterali, queste ultime comprendenti le axille e le tegule.

### notopleuron
Nei Ditteri è uno sclerite pari del secondo segmento toracico, posizionato anteriormente all'inserzione delle ali, fra il mesoprescuto e il mesoscuto dal lato dorsale, il mesoepisterno dorsale dal lato ventrale e il callo omerale dal lato craniale.

## O

### obtecta
Detto di pupa con appendici incollate al corpo e ricoperte da un'unica cuticola.

### occipite
Regione posteriore del capo, posizionata dietro gli occhi composti e il vertice.

### ocello
Gli ocelli sono formati da una cornea esterna, semplice differenziazione della cuticola, giacente sullo strato ipodermale le cui cellule sono però trasparenti; sotto si trovano cellule retiniche disposte o tutte nella stessa direzione oppure inordinatamente. Gli ocelli percepiscono esclusivamente la luce polarizzata. Possono essere frontali, e allora sono propri degli stadi immaginali di molti insetti, in numero di tre e disposti ai vertici di un triangolo, oppure meno. Gli ocelli laterali (vedi stemmata) sono propri degli stadi larvali di insetti olometaboli e di alcune forme di Paraentoma; in questi casi, però, la loro innervazione parte dal protocerebro, come quella degli occhi composti.

### ofionomio
Mina fogliare di forma lineare o serpentiniforme.

### ofiostigmatonomio
Mina fogliare composta da un ofionomio confluente in uno stigmatonomio.

### oligofago
Detto di insetto che allo stadio adulto o giovanile si alimenta a spese di poche specie.

### oligolettico
Detto di insetto che allo stadio adulto o giovanile si alimenta a spese di poche specie.

### oligopode
Detto di larva munita di zampe toraciche. Le larve oligopode possono essere lunghe, veloci e munite di antenne bene sviluppate e sono definite anche campodeiformi (per esempio Coleotteri predatori) in quanto ricordano i Dipluri del genere Campodea. Possono essere appiattite (platiformi) o dritte, rigide, lunghe e lucide (elateriformi dei Coleotteri Elateridi e simili). Un tipo ricurvo e tozzo, poco mobile è la larva melolontoide o scarabeiforme dei Coleotteri Scarabeidi.

### olociclo
Riferito al ciclo degli Afidi, quando ogni anno alterna generazioni partenogenetiche ad una generazione anfigonica.

### olometaboli
Si definiscono olometaboli gli Insetti in cui la larva che schiude dall'uovo è molto diversa dall'adulto e strutturalmente molto più semplice (per esempio i Lepidotteri).

### olopneusti
Insetti provvisti di dieci paia di stigmi, due toracici (I e III segmento) e otto addominali.

### oloptico
Detto del capo quando gli occhi si estendono dorsalmente o frontalmente fino a toccarsi.

### omerale
Nervatura omerale (simbolo: h): piccola nervatura trasversale (presente ad esempio in alcuni lepidotteri) che mette in connessione costa e subcosta, di regola in prossimità della base.

### ommatide
Sinonimo: ommatidio. Unità fotosensibile completa che concorre a costituire gli occhi composti degli Artropodi.

### ommatidio
Vedi ommatide.

### omoneuro
Con il sistema delle nervature dell'ala anteriore quasi uguale a quello dell'ala posteriore.

### omotopo
Riferito al ciclo degli Afidi quando si completa su un'unica tipologia di organo vegetale (per esempio solo chioma o solo radici).

### onisciforme
Larva oligopoda simile, nell'aspetto, ai Crostacei Isopodi del genere Onyscus, comunemente chiamati "porcellini di terra".

### oofago
Particolare tipo di predatore o, più raramente, parassitoide che si nutre di uova.

### ooteca
Custodia costruita con il secreto di ghiandole specifiche o con altri materiali utilizzata per proteggere le uova.

### opistosoma
Parte posteriore del corpo degli Aracnidi.

### organi timpanici
Organi presenti in diverse famiglie di lepidotteri, che sono in grado di percepire gli ultrasuoni emessi dai pipistrelli.

### organo di vom Rath
Apparato sensoriale a funzione chemiotattica, presente nel segmento distale dei palpi labiali di alcune famiglie di Lepidotteri, principalmente primitivi come i Micropterigidi, ma saltuariamente riscontrabile anche in altre famiglie più evolute. Può avere la forma di un'invaginazione chiusa "a fiasco", oppure anche quella di una di semplice fossetta.

### ortognato
Vedi prognato.

### ostium bursae
(anche semplicemente ostium o apertura ostiale) nell'apparato genitale femminile dei lepidotteri Ditrysia, rappresenta l'apertura che riceve l'edeago durante l'accoppiamento, ed è connessa al ductus bursae.

### ovisacco
Emissione cerosa a placche longitudinali parallele che si prolunga posteriormente nelle femmine delle cocciniglie primitive (Ortheziidae e Margarodidae), sotto la quale vengono conservate per un certo periodo le uova e le neanidi neonate.

### ovopositore
Formazione tubolare avente la funzione di deporre le uova all'interno di tessuti vegetali o animali o nel terreno. Alla sua costituzione può partecipare direttamente l'addome con i suoi ultimi uriti e membrane intersegmentali protrusibili a cannocchiale (ovopositore di sostituzione), oppure può essere formato da gonapofisi variamente modificate a seconda dei casi (per esempio terebra, oviscapto). Il tipico ovopositore primitivo consta di 6 pezzi allineati (3 per lato, valve o valvule) appartenenti agli sterniti VIII (1 pezzo per lato) e IX (2 per lato). Il collegamento tra sternite e valvule è assicurato da pezzi slargati detti valviferi. Nella terebra degli Imenotteri si ha la fusione delle valvule mediane in un pezzo concavo ventralmente (doccia o guaina) in modo da costituire il canale per l'ovideposizione o per il veleno.

## P

### panurgismo
Imitazione tropica fra individui di una comunità cospecifica di un'azione iniziata da uno o pochi di essi.

### paracerco
Appendice addominale che, insieme ai cerci, può essere presente nell'ultimo segmento dell'addome di alcuni gruppi di insetti. È un prolungamento filiforme situato tra i due cerci laterali. Alcuni ordini che presentano un paracerco allo stadio immaginale sono i tisanuri e gli efemenotteri.

### paraciclo
Riferito al ciclo degli Afidi, quando è costituito dalla successione indefinita di generazioni partenogenetiche che si accompagna ad un'alternanza occasionale con una generazione anfigonica.

### parafacce
Nei Ditteri Schizofori, sono due strette regioni simmetriche del capo, comprese fra i margini anteriori degli occhi e la sutura frontale, ai lati della faccia.

### paraglossae
Nei Lepidotteri Micropterigidi rappresentano una tipica coppia di lobi prementali del labium.

### parameri
Appendici del nono urite del maschio, che concorrono a formare la parte basale dell'edeago, l'organo copulatore maschile.

### parassita
Organismo che instaura un rapporto di simbiosi, generalmente di natura trofica, con un altro organismo ospite da cui trae un vantaggio biologico creando un danno più o meno grave. A differenza del predatore, il parassita ha una complessità morfologica, anatomica e funzionale di grado inferiore a quella dell'ospite, è in genere privo di vita autonoma, si alimenta in genere a spese di un solo ospite nel corso della sua vita. Il parassita propriamente detto non provoca la morte dell'ospite.

### parassitoide
Detto di organismo parassita che al termine del suo sviluppo causa la morte dell'ospite.

### paronychium
(plurale: paronychia) nel pretarso di alcuni insetti, appendice laterale delle unghie (di regola pari) a forma di setola.

### peciloginia
Polimorfismo, nell'ambito di una specie, che riguarda le femmine. Si riscontra, ad esempio, negli Imenotteri sociali e negli afidi.

### pecten
pl. pectines - In generale qualsiasi organo o struttura a forma di pettine; in alcune famiglie di lepidotteri si osserva un pecten sullo scapo dell'antenna, costituito da una fila di rigide setole affiancate.

### pedicello
Secondo segmento dell'antenna.

### pedogenesi
Modalità di riproduzione detta anche generazione larvale, da non confondersi con la neotenia. Consiste nel fatto che nel corpo delle larve o delle ninfe di alcuni insetti si trovano cellule germinative che si sviluppano per dare embrioni (per esempio Ditteri Miastor, Cecidomya, ecc.); dagli embrioni si sviluppano larve normali che, lacerando il corpo materno, escono a vita libera per continuare il loro sviluppo. Differisce dalla neotenia perché in questo caso non si hanno gnadi mature morfologicamente uguali a quelle dell'adulto.

### peniculi
Ciuffi di setole siti su propaggini laterali del tegumen.

### peristoma
Margine del cranio che delimita l'apertura boccale e sul quale si articolano gli gnatiti.

### peritrema
Sclerite anulare della parete del corpo che delimita ogni apertura stigmatica.

### peziolo
Negli Imenotteri Apocriti è la parte anteriore dell'addome, in forma di un sottile peduncolo, che unisce il resto dell'addome (gastro) al torace. È formato dal secondo urite o dal secondo e terzo urite.

### pigidio
Regione morfologica dell'addome formata dalla fusione degli ultimi 4-5 uriti nei Rincoti Diaspini.

### pigopodio
Appendice impari presente sull'estremità posteriore del decimo urite. Differenziato dalle larve oligopode. Funziona da organo: Propulsore nel movimento; di ancoraggio; di pulizia.

### pilifer
Anche detto lobo pilifero: nei lepidotteri, ciascuno dei due tozzi e irsuti lobi laterali in cui si riduce il labrum; in particolare nelle Sphingidae può avere funzione uditiva.

### pinaculum
(plurale: pinacula), piccola protuberanza sclerificata di forma pseudo-conica, che di solito regge una o più setole nei segmenti addominali delle larve dei Lepidoptera.

### planidio
Larva di 1ª età di alcuni ditteri parassitoidi (Tachinidae, Acroceridae). La presenza di pseudopodi le consente di muoversi alla ricerca dell'ospite da parassitizzare.

### pleotrofico
Organismo onnivoro.

### pleura
(anche pleuron) Tergite laterale, pari e simmetrico, originato dalla porzione prossimale della zampa, detta subcoxa. In genere è suddivisa da un solco pleurale in due regioni dette rispettivamente episterno (anteriore) ed epimero (posteriore).

### polifago
Detto di insetto la cui dieta alimentare comprende un numero elevato di specie.

### polilettico
Detto di insetto la cui dieta alimentare comprende un numero elevato di specie.

### polipneusti
Dotati di 1-2 paia di stigmi toracici e 4-8 paia addominali.

### polipode
Detto di larva, denominata anche eruciforme o bruco, caratterizzata dalla presenza di zampe toraciche e di un numero vario di false zampe (pseudozampe o pseudopodi) addominali, semplici mammelloni non articolati. Sono tipiche dei Lepidotteri (pseudozampe tipicamente dal terzo al sesto ed al decimo urite) e degli Imenotteri Tentredinidi (pseudopodi di norma dal secondo al settimo urite ed al decimo urite).

### polivoltino
Riferito al ciclo vitale, quando si compone di due o più generazioni l'anno. Ricorrono anche i termini bivoltino, trivoltino, ecc. quando si fa riferimento a cicli composti di un numero limitato di generazioni l'anno.

### pollinofago
Insetto che basa una componente della dieta sull'assunzione di polline finalizzata al soddisfacimento del fabbisogno proteico. La pollinofagia si accompagna generalmente alla glicifagia.

### postgena
Regione cefalica pari, più o meno sviluppata, posizionata posteriormente rispetto alla gena e inferiormente rispetto all'occipite.

### postgonite
Armature pari degli uriti terminali del maschio dei Ditteri muscoidi. Alcuni Autori ritengono che si tratti di strutture omologhe ai parameri, altri ai gonostili.

### postnoto
Quarto sclerite in cui si suddivide in senso longitudinale il noto e in genere fa parte, morfologicamente, del segmento toracico successivo. Prende il nome di postpronoto e postscutello, secondo il segmento toracico da cui deriva.

### postpronoto
Ultimo sclerite del primo segmento toracico, morfologicamente appartenente al mesonoto e posizionato anteriormente al mesoprescuto, fra i due calli omerali.

### postscutello
Sinonimo: postmesonoto. Quarto sclerite in cui può dividersi, negli insetti alati, il tergite del secondo segmento toracico. In genere non è visibile perché sormontato dallo scutello oppure può entrare a far parte, morfologicamente, del tergite del segmento successivo.

### predatore
Detto di organismo che si alimenta a spese di altri organismi viventi provocandone la morte. Il predatore ha in genere una complessità morfologica, anatomica e funzionale di grado superiore a quella delle sue vittime, si nutre a spese di un numero indeterminato di vittime nel corso della sua vita, conduce una vita autonoma.

### prefaringe
(Sinonimo: ipofaringe) Appendice situata nella cavità boccale e generalmente nascosta dalle altre appendici. Divide la cavità boccale in due comparti, uno craniale, detto cibarium, e uno caudale, detto salivarium.

### prescuto
Primo sclerite, impari, in cui può dividersi, negli insetti alati, il tergite del secondo o del terzo segmento toracico. Secondo la posizione, è denominato mesoprescuto o metaprescuto.

### pretarso
Ultimo segmento delle zampe, di norma nascosto nell'ultimo articolo del tarso. Ad esso si associano altre appendici quali l'empodio, l'arolio, le unghie.

### procuticola
A volte vengono così designati insieme due strati dell'esoscheletro, l'endocuticola e esocuticola.

### prognato
Detto del capo quando l'asse maggiore del cranio è il prolungamento dell'asse del corpo. Le appendici boccali sono pertanto rivolte in avanti. Il capo prognato si riscontra ad esempio nelle Formiche e in molti Coleotteri.

### pronoto
Tergite dorsale del primo segmento toracico (protorace).

### propleuron
Sclerite laterale del primo segmento toracico.

### propodeo
Negli Imenotteri Apocriti è il quarto segmento apparente del torace, derivato dall'associazione del primo urite al torace e dalla marcata distinzione dal resto dell'addome per la presenza del peziolo.

### prosoma
Termine con cui si indica in diversi artropodi (per esempio Crostacei e Chelicerati) la regione anteriore formata dalla fusione del capo e del torace.

### prosterno
Sternite del primo segmento toracico (protorace).

### protocerebro
È la parte anteriore del cerebro o ganglio sopraesofageo. Ad esso compete l'innervazione degli ocelli e degli occhi composti, è centro di funzioni psichiche e di regolazione neurormonale.

### protopode
Detto di larva, denominata anche ciclopiforme, con capo grosso, torace più piccolo e addome talora assente. Le larve protopode possono vivere solo come parassite endofaghe di altri Insetti, immerse nei loro umori (è il caso delle larve endofaghe di alcuni Imenotteri). Sono considerate "embrioni" usciti precocemente dall'uovo (poco oltre la stria germinativa secondo alcuni Autori).

### protorace
Primo segmento toracico.

### pterostigma
Ingrossamento della nervatura costale sito lungo il margine anteriore delle ali di molti insetti; svolge un ruolo importante nella distribuzione delle forze durante il volo.

### pulvilli
Piccoli lobi pari di cui è provvisto il pretarso, in mezzo ai quali emerge generalmente un processo impari in forma di arolio o di empodio.

## R

### radio
Indicata con il simbolo R, è la terza nervatura longitudinale dell'ala, posizionata fra la subcosta e la media. In genere si suddivide in due rami: quello anteriore è detto ramo del radio (R1), quello posteriore settore radiale o settore del radio (Rs). Il settore radiale può a sua volta suddividersi una o due volte.

### retinaculum
vedi frenulum

### retineriae
Peli cavi presenti disposti nei pretarsi, secernenti sostanze adesive che permettono ai pulvilli e all'arolio di funzionare come organi adesivi.

### rhinari
Sensilli placoidei, in genere di forma circolare, portati dalle antenne degli Afidi e, spesso, anche sul penultimo. Il più vistoso è il rhinario primario presente sul tratto basale dell'ultimo antennomero, di forma circolare. Altri rhinari possono essere presenti sul penultimo e sul terzultimo antennomero.

### ricettacolo ventrale
Nei Ditteri Acaliptrati è una vescicola seminale ubicata nella vagina delle femmine, atta a ricevere lo sperma nel corso dell'accoppiamento.

### rizofago
Detto di organismo fitofago che si nutre di radici e altri organi sotterranei delle piante.

### rostro
Nell'apparato boccale dei Rincoti è il labbro inferiore modificato a forma di doccia allungata allo scopo di accogliere gli stiletti boccali in fase di riposo.

Nei Curculionoidei è un prolungamento del capo, simile ad una proboscide o ad un becco, al termine del quale si articolano le appendici dell'apparato boccale.

## S

### sacculus
Nel genitale maschile dei Lepidoptera, un'appendice laterale a forma di tasca, sita alla base della valva.

### saccus
Anche saccus cingulae - Nel genitale maschile dei Lepidoptera, struttura sacciforme più o meno sviluppata, situata nel punto di incontro dei due rami del vinculum.

### salivarium
Parte ventrale della cavità boccale, in cui sboccano i dotti escretori delle ghiandole salivari. È separata dal cibarium dall'ipofaringe.

### saprofago
Organismo che si alimenta di materiali organici in via più o meno avanzata di decomposizione.

### scapo
Primo segmento dell'antenna, di solito il più sviluppato, che si articola con il capo in una fossetta detta torulo.

### sclerite
vedi Sclerite (biologia)

Porzione dell'esoscheletro che si presenta fortemente sclerotizzata, quindi indurita.

### scolus
(plurale: scoli) nelle larve dei Lepidoptera, tipo particolare di chalaza ingrandita che può reggere setole oppure spine ramificate.

### scrobi
Solchi laterali del rostro dei Coleotteri Curculionoidei nei quali sono accolti gli scapi antennali.

### scutello
Terzo sclerite in cui può dividersi, negli insetti alati, il tergite. È in genere più stretto dello scuto e ha spesso una forma subtriangolare. Secondo la posizione può denominarsi anche mesoscutello o metascutello.

### scuto
Secondo sclerite in cui può dividersi, negli insetti alati, il tergite del secondo o del terzo segmento toracico e di cui costituisce la parte più ampia. In funzione della posizione può denominarsi mesoscuto o metascuto.

### seismotropismo
Capacità di percepire e reagire alle vibrazioni (per esempio Termiti).

### sessupara
Nel ciclo degli Afidi è una femmina che nasce per partenogenesi e che per partenogenesi genera gli individui che si riprodurranno per via sessuale(anfigonia). La sessupara andropara genera solo maschi, la ginopara genera solo femmine, l'anfipara genera individui di entrambi i sessi.

### settore del radio
Vedi settore radiale.

### settore radiale
Sinonimo: settore del radio (Rs). È il tratto basale del ramo posteriore in cui si divide in genere la radio. Nei tipi primitivi, il settore radiale subisce due ordini di suddivisioni generando quattro rami terminali (R2, R3, R4 e R5) che tendono invece a fondersi nei tipi più evoluti.

### sfarfallamento
Fase in cui l'immagine si libera dall'exuvia ninfale.

### sifoni
1. Sinonimo: cornicoli. Sono due processi più o meno allungati disposti simmetricamente nella parte latero-dorsale dell'addome degli Afidi, fra il V e il VI urite. Secernono una cera fluida che rapprende rapidamente all'aria invischiando le appendici dell'apparato boccale o le zampe di un eventuale predatore. Secernono anche un feromone di allarme. In alcuni afidi i sifoni sono ridotti a semplici fori oppure sono del tutto assenti.
2. In diversi insetti acquatici o acquaioli (per esempio Nepidi e alcune larve di sirfidi) sono processi dell'addome, più o meno sviluppati in lunghezza, utilizzati per prelevare l'aria dalla superficie restando immersi.

### signum
Pl.: signa, nell'apparato genitale femminile dei lepidotteri, piccolo processo sclerotizzato, di solito a forma di uncino, situato sul corpus bursae.

### sineci
Commensali (mirmecofili o termitofili) che si nutrono di avanzi di cibo o dei cadaveri dei loro ospitatori, senza arrecare loro né danni né vantaggi.

### sinettri
Commensali che vivono nei nidi di insetti sociali predando le loro riserve alimentari ed a volte uccidendone le larve. Il più delle volte essi vengono uccisi dai loro ospitatori.

### sinfili
Commensali dei nidi di insetti sociali, che li ospitano e li curano perché trasudano (da ghiandole particolari dette adenotrichi) sostanze di cui gli ospiti sono ghiotti.

### sitoforo
Sinonimo: piatto ipofaringeo. Nell'apparato boccale di alcune famiglie arcaiche di Lepidoptera e Hymenoptera, è uno sclerite fortemente appiattito e sclerificato, posizionato nel tratto prossimale della parete ipofaringea; esso si trova connesso distalmente con la porzione funzionale della cavità orale, e prossimalmente al confine prossimale del cibarium. Può anche essere provvisto di sensilli gustativi. Il muscolo tentorio-ipofaringeo va ad inserirsi nel bordo prossimale del sitoforo stesso.

### socii
(Sing. socius) Nei lepidotteri, coppia di processi laterali del vinculum, di natura membranosa, talvolta muniti di setole, e di regola posti ventralmente rispetto all'ano.

### soglia d'intervento
Sinonimo: soglia di danno. Parametro applicato nella lotta guidata che valuta la necessità d'intervenire con un trattamento fitoiatrico quando il danno previsto supera il costo economico e ambientale del trattamento. A rigore la soglia d'intervento è impostata oltre che su criteri economici anche su criteri ecologici, tuttavia, essendo di difficile determinazione s'identifica spesso con la soglia economica d'intervento. In sede operativa la soglia d'intervento si valuta secondo i contesti rilevando direttamente il danno con metodologie di campionamento standard oppure monitorando la popolazione del fitofago. Il concetto è applicato per estensione anche nella lotta biologica e, soprattutto, nella lotta integrata.

### somite
Termine con cui si indica genericamente un qualsiasi metamero del corpo degli Artropodi.

### spinarea
Nei Lepidoptera, meccanismo che consente di assicurare più fermamente le ali contro il torace durante la posizione di riposo. Consiste in un'area ricca di piccoli aculei (microtrichia), posta alla base dell'ala anteriore, ventralmente sul margine interno; essa trova aggancio in una corrispondente area situata sul metascuto. Si riscontra soprattutto nei Lepidotteri basali e nei Noctuoidea.

### spiracolo
Più correttamente spiracolo tracheale. Sinonimo di stigma.

### squama
1. Espansione prossimale posteriore dell'ala (detta anche postala), ben sviluppata in molti Ditteri e Coleotteri.
2. Ognuno dei due lobi latero-dorsali della fallobase dell'apparato copulatore maschile degli Imenotteri analogo ai parameri degli altri Insetti; può essere distinto in una porzione prossimale, la squamula, ed una distale, lo stipite.

### squamula
Vedi squama.

### ssp.
Abbreviazione di sottospecie.

### stadio
Periodo intercorrente tra due metamorfosi. Dicesi stadio larvale quello compreso tra la schiusa dell'uovo e l'incrisalidamento o la formazione della ninfa; stadio ninfale quello che decorre dalla formazione della ninfa o dall'incrisalidamento allo sfarfallamento dell'immagine; stadio immaginale quello proprio dell'adulto o insetto perfetto. 

### stemmata
Occhi semplici laterali, detti anche ocelli laterali o larvali. Sono propri degli stadi larvali ed anche di alcune forme immaginali (Collembola). Si innervano ai lobi ottici del protocerebro (come gli occhi composti). Hanno struttura simile a quella degli ommatidi, formati da una cornea esterna (differenziazione della cuticola) al di sotto della quale si trova una formazione cristallino-simile (che manca sempre negli ocelli veri) rivestita di un mantello cellulare pigmentato. Basalmente giacciono le cellule retiniche più o meno numerose e con o senza rabdomeri.

### stenobionte
Organismo particolarmente influenzato da rigide condizioni ambientali e nutrizionali, al punto di essere obbligatoriamente associato ad habitat specifici (contrario: euribionte).

### stenotopo
Organismo che passa tutta la sua vita in un'unica biosinecia; può essere omoceno, se vive sempre nella stessa biocenosi, o eteroceno se durante la sua vita attraversa due o più biocenosi.

### stenottero
Individuo che presenta ali più strette della forma macrottera della stessa specie.

### stereotropismo
Reazione ad uno stimolo di contatto.

### sterigma
Nell'apparato genitale femminile dei Lepidotteri, è una struttura, spesso sclerificata che circonda l'ostium bursae.

### sternite
Lamina ventrale sclerificata che costituisce, per così dire, il pavimento di ogni anello, sia toracico che addominale. Per quanto riguarda il torace, lo sternite prende il nome di sterno, e si avrà quindi un pro-, un meso- ed un metasterno. Lo sterno di ogni segmento toracico può essere formato da un unico sclerite, ma assai spesso è differenziabile in varie parti (4 al massimo) che son chiamate, procedendo in senso cefalo-caudale, presterno, basisterno (o semplicemente sterno), sternello (detto anche furcasterno) e poststernello (detto anche spinasternite).

### sterno
Vedi sternite.

### sternopleurite
Il ventrale dei tre scleriti in cui si può differenziare la subcoxa (pleura toracica) e sul quale si articola la coxa.

### stigma
Sinonimo: spiracolo tracheale. Apertura ubicata in genere ai lati di un segmento toracico o addominale e comunicante con il sistema tracheale interno, attraverso la quale avvengono gli scambi gassosi con l'esterno.

In merito alla morfologia alare, vedi pterostigma.

### stigmatonomio
Mina fogliare a forma di chiazza espansa, dai contorni più o meno regolari. Sinonimo: fisonomio.

### stipite
Articolo delle mascelle che si collega basalmente con il cardine, distalmente con il palpifero, con la galea e la lacinia (vedi squama).

### stomodeo
Parte anteriore del canale digerente. Comprende la cavità boccale, la faringe, l'esofago e il ventriglio.

### subalare
Sclerite dell'epimero; concorre a formare il complesso delle articolazioni su cui si innesta l'ala.

### subcosta
Indicata con il simbolo Sc, è la seconda nervatura longitudinale dell'ala che decorre, quando è presente, fra la costa e la radio.

### surstili
Nei maschi dei Ditteri, appendici pari e simmetriche dell'epandrio.

### sutura
Linea di minore resistenza del tegumento che separa due scleriti.

### sutura frontale
Nei Ditteri Schizofori è la sutura originata dal riassorbimento dello ptilinum, che assume una forma a U o a V rovesciata e che separa la faccia dal resto della regione frontale.

### sutura pleurale
Sutura trasversale che decorre obliquamente sulla pleura dividendola in due scleriti, uno anteriore, detto episterno, ed uno posteriore, detto epimero.

### sutura trasversa
Sutura trasversale del tergite del secondo e terzo segmento toracico, più o meno completa, che separa il prescuto dallo scuto.

## T

### tanatosi
Irrigidimento totale del corpo e delle appendici in seguito a una situazione di pericolo o come semplice reazione stereotropica. Si riscontra frequentemente in molti Coleotteri.

### tannizzazione
Processo base di colorazione e indurimento della cuticola degli insetti. In pratica è la formazione di catene di proteine più o meno elastiche con contemporanea formazione di chinoni.

### tarso
Quinta e ultima parte della zampa degli insetti, composta da uno o più segmenti detti tarsomeri, il più prossimale dei quali può essere definito basitarso e il più distale distitarso. A seconda del paio di zampe cui appartiene, si parla di protarso, mesotarso o metatarso.

### tegmine
Termine con cui si indicano le ali anteriori quando sono debolmente sclerificate, svolgendo una funzione prevalentemente protettiva. Ali differenziate in tegmine sono presenti negli Ortotteri, nei Rincoti Omotteri, nei Mantodei e nei Blattoidei.

### tegula
Piccolo sclerite, a forma di laminetta, disposto anteriormente all'inserzione dell'ala anteriore ricoprendola e proteggendola.

### tegumen
Modificazione evolutiva di una parte del nono tergite addominale, che si trova associata all'uncus in alcuni Lepidotteri.

### tentorio
È il più importante degli apodemi craniali. Ha forma generalmente a Y il cui ramo impari è saldato al di sotto del foro occipitale, e i due rami pari si saldano anteriormente in prossimità delle antenne; il tentorio attraversa tutto il cranio e ne costituisce il rafforzamento scheletrico sul quale si inseriscono vari muscoli (antennali, faringei, mascellari, ecc.); fra le due branche anteriori del tentorio passa la faringe.

### terebra
Ovopositore degli Imenotteri Terebranti, talvolta particolarmente lungo, dotato di capacità di penetrazione e di emissione di veleni ad azione paralizzante.

### tergite
Lamina dorsale sclerificata che costituisce, per così dire, la volta di ogni anello, sia toracico sia addominale. Nel torace il tergite prende il nome di noto, e si avrà perciò un pro-, un meso- e un metanoto. Il noto di ogni segmento toracico può essere formato da un unico sclerite (per esempio nei Tisanuri), ma spesso è differenziabile in varie parti (massimo 4) che sono chiamate, procedendo in senso antero-posteriore, prescuto, scuto, scutello, postscutello, quest'ultimo detto anche postnoto. Tra prescuto e scuto si trova la sutura prescutale; fra scuto e scutello la sutura scutoscutellare.

### termen
Margine esterno dell'ala.

### termitofilo
Organismo che ha un rapporto di simbiosi o commensalismo con una comunità di Termiti.

### test trapping
Tecnica sussidiaria impiegata in varie forme di lotta per monitorare l'andamento della popolazione di una o più specie a scopo scientifico o applicativo, in quest'ultimo caso per rilevare la soglia di intervento. Il test trapping si effettua disponendo una o più trappole, con densità variabile secondo il tipo di trappola e di attrattivo impiegati, e contando gli individui catturati a intervalli regolari.

### tibia
Quarto segmento dell'arto, generalmente sviluppato in lunghezza. Si articola alla base con il femore e distalmente con il primo articolo del tarso. Nelle tre paia di zampe, in senso cefalo-caudale, prende il nome di protibia, mesotibia e metatibia.

### tigmotropismo
Reazione motoria provocata in un organismo da una eccitazione tattile (vedi stereotropismo).

### tinicolo
Organismo che vive tra le dune.

### topotipo
Esemplare di una specie raccolto nello stesso luogo dove fu raccolto l'olotipo, anche se non contemporaneamente.

### tornus
Si definisce in generale come angolo posteriore delle ali; viene anche chiamato angolo anale, più propriamente nel caso di ali posteriori (p.e. nei Lepidotteri).

### torulo
Vedi scapo.

### trappola
Dispositivo impiegato per catturare gli adulti a scopo di monitoraggio o di cattura massale. Esistono tipologie differenti di trappole secondo la biologia dell'insetto, l'attrattivo usato, il metodo per trattenere le catture. In genere si utilizzano come attrattivi il colore (trappole cromotropiche, in genere di colore giallo o verde), per catture non selettive, oppure i ferormoni (trappole a ferormoni), per catture selettive. Vedi anche mass trapping e test trapping.

### tricobotri
Recettori tricoidei, costituiti da una lunga setola alloggiata in una fossetta del tegumento (botridio). Percepiscono le variazioni di pressione e le vibrazioni. Sono presenti nei Chelicerati e in alcuni Insetti (ad esempio, nel capo di alcuni Gerromorfi e, in generale, nell'addome dei Pentatomomorfi).

### triungulino
Sinonimo di Larva campodeiforme. Stadio giovanile di insetti olometaboli la cui morfologia è caratterizzata da un corpo più o meno allungato, ben differenziato in capo, torace e addome, provvista di zampe ambulatorie o cursorie e dotata di vita autonoma. Rappresenta la forma più rappresentativa di larva oligopode.

### trocantere
Secondo segmento dell'arto generalmente breve. Si articola alla base con la coxa e distalmente con il femore.

## U

### uncus
Nei Lepidotteri, principale modificazione del decimo tergite addominale, con funzione copulatoria. Spesso è rappresentato da uno sclerite adunco ed a sezione triangolare; talvolta può essere bipartito in due processi distinti, o completamente assente.

### unghie
Appendici terminali pari delle zampe, articolate al pretarso.

### univoltino
(Sin.: monovoltino)
Riferito al ciclo vitale, quando si compone di una sola generazione l'anno

### urite
Anello addominale formato tipicamente da un tergite (dorsale) e da uno sternite (ventrale), riuniti lateralmente da due regioni pleurali, in ognuna delle quali si apre, tipicamente, uno stigma, ed in cui possono differenziarsi scleriti distinti.

### urosterno
È lo sclerite ventrale di ogni urite addominale. Talvolta presenta due espansioni laterali che simulano le pleure addominali, dette laterosterniti.

### urotergo
È lo sclerite dorsale di ogni urite addominale. Talvolta presenta due espansioni laterali che simulano le pleure addominali, dette laterotergiti.

### urogonfi
Le due appendici cercosimili che molte larve, e segnatamente quelle dei Coleotteri, presentano all'estremità dell'addome (da non confondere con i cerci). Sono detti anche cornuculi o pseudocerci, e spesso chiamati erroneamente cerci da vari Autori.

## V

### valva
vedi gonapofisi

### vanno
Regione anale dell'ala, posteriore alla nervatura postcubitale, detta anche interala.

### vertice
(lat. vertex) parte impari della regione parietale del capo, corrispondente alla sommità dello stesso; è situato tra gli occhi composti, la fronte e la regione occipitale.

### verticillo
Corona di setole o peli inseriti intorno ad un articolo (in genere antennale) lungo una linea circolare comune.

### vesica
Nell'apparato riproduttore maschile dei lepidotteri, piccola tasca tubulare, talvolta di struttura complessa, contenuta all'interno dell'edeago, in grado di liberare il proprio contenuto all'atto della copula.

### vibrisse
Nei Ditteri, paio di robuste setole contrapposte, inserite presso il margine orale e dirette anteriormente, incrociandosi sotto il clipeo davanti al labbro superiore.

### vinculum
Modificazione evolutiva di una parte del nono sternite addominale, di solito connessa, tramite bracci laterali, al tegumen in alcuni Lepidotteri.

### virginogenie
(Sinonimo: esule). Nella terminologia associata agli Afidi, è una virginopara nata sull'ospite secondario. Si riproduce per partenogenesi.

### virginopara
Nella terminologia associata agli Afidi, è una femmina che, riproducendosi per partenogenesi telitoca e apomittica, genera esclusivamente individui di sesso femminile che si riproducono, a loro volta, solo per partenogenesi. Le virginopare si contraddistinguono, perciò, sia dagli anfigonici sia dalle sessupare.

### vitta frontale
Nei Ditteri Schizofori, area della fronte compresa fra il triangolo ocellare e la lunula.

### volselle
Il piano mediano delle appendici genitali dei Formicidae.

## X

### xilofago
Detto di organismo fitofago che si nutre di legno. Sono tipici xilofagi le Termiti e i Coleotteri Cerambicidi, Buprestidi e Scolitidi.

## Z

### zoofago
Detto di organismo che si nutre di altri organismi animali, attraverso la predazione, il parassitoidismo, il parassitismo.

### zoomorfosi
Modificazioni prodotte nelle piante dall'azione diretta di animali.